# Blind Melon
Pour les articles homonymes, voir Blind.
 (juin 2013).
Si vous disposez d'ouvrages ou d'articles de référence ou si vous connaissez des sites web de qualité traitant du thème abordé ici, merci de compléter l'article en donnant les références utiles à sa vérifiabilité et en les liant à la section « Notes et références ».
Blind Melon est un groupe de rock américain des années 1990.

## Biographie

### Les débuts (1990 - 1992)
Blind Melon s'est formé en 1990 à Los Angeles. Les différents membres du groupe venaient de tous les coins des États-Unis (le chanteur Shannon Hoon était natif de Lafayette dans l'Indiana, le guitariste Christopher Thorn venait de Pennsylvanie et le guitariste Rogers Stevens ainsi que le bassiste Brad Smith et le batteur Glen Graham venaient du Mississippi). Le groupe était alors à l'opposé de la scène locale californienne qui donnait principalement dans le glam rock et le heavy metal. Le groupe a commencé par s'appeler 'Brown Cow', puis 'Mud Bird', puis les 'Naked Pilgrims' et 'Head Train' avant d'opter pour 'Blind Melon' quand le père de Brad Smith les a un jour traités de 'blind melon' (un terme qui désigne une bande de hippies qui ne fait rien de ses journées).
Une fois le nom du groupe trouvé et une première démo enregistrée (un 4 titres intitulé 'Goodfoot Workshop'), quelques maisons de disques ont commencé à s'intéresser à Blind Melon, et notamment Capitol Records. Malgré le nombre limité de compositions, le groupe arrive à convaincre Capitol qu'ils ont déjà une bonne dizaine de chansons et signe un contrat. En 1991, 'Shannon Hoon' tombe en studio sur un ami d'enfance de sa sœur qui n'est autre que le chanteur de Guns N' Roses', Axl Rose. Ce dernier l'invite à chanter avec lui sur quelques-uns des titres des 'Use Your Illusion dont Don't Cry. Shannon apparaît même dans le clip vidéo de Don't Cry' et commence à être reconnu dès le printemps 1992. Capitols Records tente alors de pousser le groupe à sortir très vite leur premier album enregistré un peu plus tôt avec le producteur de Pearl Jam, Rick Parashar. Ce premier album ne sortira que plusieurs mois plus tard (en septembre 1992) alors que la vague Guns N' Roses est déjà passée.

### Le succès (1992 - 1995)
Dès la fin 1992, le groupe part en tournée dans tous les États-Unis mais malgré un single (Tones Of Home), quelques clips vidéos et des premières parties pour leurs amis de Guns N' Roses, le succès reste confidentiel. C'est alors que Capitol Records décide de sortir la chanson No Rain en single. Le clip qui met en scène une petite fille déguisée en abeille, passe en boucle sur MTV et c'est le début du succès pour le groupe qui vendra finalement quelque 4 millions d'exemplaires de son premier CD intitulé tout simplement Blind Melon.
Le groupe finit l'année 1993 en faisant les premières parties de Neil Young et de Lenny Kravitz avant de commencer sa propre tournée et de remplir des salles de concerts de plus en plus grosses. Le groupe est invité au début 1994 à l'émission Saturday Night Live sur NBC puis participe au Late Show de David Letterman sur CBS et est nommé comme 'Best New Artist' et 'Best Rock Performance' aux Grammy Awards. Mais c'est à ce moment que Shannon Hoon commence à avoir de sérieux problèmes avec la drogue et que le groupe est forcé d'arrêter la tournée pour permettre à son chanteur d'entrer en cure de désintoxication. Le groupe reprend quelques semaines plus tard une tournée qui les fera notamment passer par Woodstock '94 et faire quelques première parties pour les Rolling Stones à l'automne 1994.
Blind Melon décide alors de retourner en studio pour enregistrer leur 2e opus sous la houlette d'Andy Wallace (producteur de Jeff Buckley, Rage Against the Machine, Nirvana, Skunk Anansie). Le groupe part alors à la Nouvelle Orléans dans le studio de Daniel Lanois et même si le travail est productif, Shannon Hoon tombe encore un peu plus dans la drogue (il avouera plus tard n'avoir plus aucun souvenir de ces sessions d'enregistrement). Après avoir terminé leur nouvel album (intitulé 'Soup'), Shannon retourne en désintoxication au printemps ce qui repousse la sortie du disque à août 1995.
Un mois avant la sortie de l'album, la petite amie de Shannon donne naissance à une petite fille, 'Nico Blue'. Shannon n'est alors pas très chaud pour partir en tournée mais l'album vient de sortir et Capitol Records insiste pour que Blind Melon fasse la promotion d'un album qui s'est fait descendre par la critique et dont les ventes sont décevantes.

### 1995: La descente aux enfers
Conscient de la fragilité du chanteur, Capitol engage un coach qui aura pour mission de suivre le groupe en tournée et d'empêcher Shannon de retomber dans ses travers. Mais Hoon arrive à convaincre tout le monde que tout va bien et se débrouille pour faire virer le coach. Quelques jours plus tard, le 21 octobre 1995, on le retrouve mort d'une overdose dans un des bus de la tournée à la Nouvelle-Orléans.
Les autres membres du groupe font alors une pause de plusieurs mois avant de se retrouver en studio pour un album posthume à partir de certains titres écartés des albums précédents et de démos que Shannon avait habitude d'enregistrer sur son multi-pistes. La sortie du CD 'Nico' en novembre 1996 est le résultat de ce travail, ainsi que le documentaire vidéo Letters From A Porcupine dont les bénéfices sont reversés à une association d'aide aux musiciens qui tentent de se sortir de l'alcool et de la drogue, ainsi qu'à un fond d'éducation pour la fille de Shannon, Nico Blue Hoon. Letters From A Porcupine est nommé pour 'the Best Long Form Music Video' aux Grammy Awards en 1998.
Le groupe tente alors de continuer l'aventure et se lance à la recherche d'un nouveau chanteur mais l'alchimie n'opère pas et le groupe annonce sa rupture en avril 1999.

### 1999-2006: Que sont-ils devenus?
Rogers Stevens forme alors le groupe 'Extra Virgin' dès 1999 à New York avec son ami René Lopez au chant et sort un album en 2000 intitulé 12 Stories High mais le groupe se sépare au début 2002 avant l'enregistrement du second album. Rogers Stevens et René Lopez se retrouvent l'année suivante en compagnie de Royston Langdon (ex bassiste et chanteur du groupe anglais Spacehog et accessoirement ex-mari de l'actrice et mannequin Liv Tyler) pour former un groupe qui s'appellera tout d'abord Sparticle puis The Quick en enfin The Tender Trio mais qui annoncera sa séparation le jeudi 2 mars 2006.
Quant à Brad Smith et Christopher Thorn, ils formèrent en 2000 le groupe Unified Theory avec le chanteur Chris Shinn (ex Celia Green) et le batteur Dave Krusen (ex Pearl Jam). Après un premier CD en 2000 chez 'Universal Records' et une tournée, le groupe se sépara l'année suivante. Brad Smith a également travaillé sur son projet solo et a sorti un CD sous le pseudonyme de Abandon Jalopy intitulé Mercy en 2001 auquel tous les anciens membres de Blind Melon ont participé.
En septembre 2001, la chaîne musicale VH1 a diffusé un épisode de sa saga Behind The Music consacré à Blind Melon et la vidéo Letters From A Porcupine est ressortie en DVD accompagnée de quelques bonus et des clips du groupe. Depuis, Christopher Thorn et Brad Smith ont monté un studio d'enregistrement à Los Angeles (Studio Wishbone) et ont produit et enregistré quelques artistes comme 'Under The Influences Of Giants', 'American Minor', 'Cheyenne Kimball' et surtout 'Anna Nalik' dont le premier album a été un véritable succès.
Glen Graham n'a pas vraiment fait parler de lui depuis tout ce temps. Il est parti s'installer en Caroline du Nord pour peindre. En 2005, il a tout de même formé le groupe The Meek avec Joe Tullos et a sorti une démo en septembre 2006.
En septembre 2005, pour le dixième anniversaire de la mort de Shannon Hoon, Capitol Records sort un best-of ainsi qu'un DVD live enregistré 10 ans plus tôt au Metro à Chicago. En octobre 2006 sort le premier album live du groupe, Live At The Palace.

### Le retour
Le groupe a annoncé sa reformation en septembre 2006. Brad Smith (basse) et Chris Thorn (guitare) ont invité Rogers Stevens (guitare) et Glen Graham (batterie) dans leur studio de Los Angeles pendant qu'ils travaillaient avec Travis Warren (l'ancien chanteur de Rain Fur Rent). Ils se sont alors mis à jouer ensemble et ont trouvé le résultat bon et ont pris la décision de se reformer. Après avoir passé un an en studio, le groupe a repris la route à la fin 2007 et a sorti un nouvel album studio le 22 avril 2008, For My Friends. 
Malgré cela, le groupe se sépare de Travis Warren en novembre 2008 : les nombreuses tournées ont visiblement fatigué le chanteur et cassé l'unité du groupe. Blind Melon est à la recherche d'un nouveau chanteur depuis lors. Coup de théâtre le 2 novembre 2010 : le groupe annonce un retour sur scène avec Travis au chant.

### Depuis 2008, que deviennent ils?
Depuis leur séparation en novembre 2008, chacun est retourné chez lui : Brad Smith et Christopher Thorn sont de retour à Los Angeles: Christopher a joué avec le groupe Codename Mike en compagnie du batteur Dave Krusen (batteur de Pearl Jam sur l'album Ten) et Brad Smith prépare son 2e album solo Death and Joy qui devrait sortir en 2011. Glen Graham a formé le groupe Jakeleg avec son ami Joe Tullos et s'est consacré aux photographies de sa femme Brooks. Rogers Stevens vit en Pennsylvanie où il s'occupe de sa famille.
En 2011, deux documentaires sur Blind Melon sont attendus : le premier sera consacré à l'histoire du groupe depuis ses débuts et devrait sortir pour le festival de Sundance. Le second sera consacré au chanteur Shannon Hoon qui avait l'habitude de filmer sa vie en permanence.
Blind Melon a créé la surprise parmi ses fans le 2 novembre 2010 en annonçant un retour sur scène avec Travis Warren au chant . Le groupe se produit ponctuellement dans des festivals mais ne fait plus de longues tournée afin de ne pas tomber à nouveau dans la lassitude qui avait entrainé le clash de 2008. Le groupe sera en tournée en Amérique du Sud pendant l'hiver 2014.
Brad Smith, le bassiste de Blind Melon, a sorti le 14 février 2012 un excellent album solo sous le nom d'Abandon Jalopy. Cet album s'intitule Death And Joy et est en fait le 2e album d'Abandon Jalopy après 'Mercy' sorti en 2001.
Glen graham, le batteur, a enregistré un album avec Science!, un groupe de Seattle.
Quant à Christopher Thorn, il fait partie du groupe AwolNation et est parti en tournée mondiale en 2011 en 2012 avec ce groupe.

## Les fans
La communauté des melonheads est toujours bien vivante et après la mort de Shannon Hoon, chaque Best Of ou DVD sorti par Capitol Records s'est vendu au-delà des espérances et les sites web de fans continuent à fleurir.
De plus, une Hoon-mania a atteint les fans qui vouent un culte au chanteur Shannon Hoon décédé en 1995. La preuve en est que tous les ans, des fans du monde entier se retrouvent à la fin du mois de septembre à Lafayette dans l'Indiana sur la tombe de Hoon et pour un spectacle ('Vigilstock'). Ce Vigil (la veillée en français) se déroule le week-end le plus proche de l'anniversaire de Shannon Hoon et est organisé par sa mère 'Nel Hoon'. La sœur de Shannon, sa nièce ainsi que sa grand-mère Vernie participent souvent au Vigil.
Le reste de l'année, les melonheads se retrouvent sur internet principalement sur des forums comme BlindMelonForum.com ou sur MySpace.
Un album hommage à Blind Melon est sorti le 15 décembre 2006 sur le label YakMusic. Il s'agit d'un album fait par des fans pour les fans. Il ne sera disponible que sur internet sur le site MySpace du label.

## Les dates importantes
(novembre 2010).
1. Richard Shannon Hoon né le 26 septembre 1967 à Lafayette, Indiana.
2. Brad Smith né le 29 septembre 1968 à West Point, Mississippi.
3. Glen Graham né le 5 décembre 1968 à Columbus, Mississippi.
4. Christopher Thorn né le 16 décembre 1968 à Dover, Pennsylvanie.
5. Rogers Stevens né le 31 octobre 1970 à West Point, Mississippi.
6. Blind Melon se forme à Los Angeles, California en 1989.
7. Shannon Hoon chante avec Axl Rose de Guns'N Roses sur le titre “Don’t Cry, ” de ‘Use Your Illusion en 1991.
8. Blind Melon signe avec Capitol Records en 1991.
9. Blind Melon fait partie de la tournée de MTV “120 Minutes Tour” (avec Public Image Limited, Big Audio Dynamite et Live) au printemps 1992.
10. Le premier album de Blind Melon sort le 14 septembre 1992.
11. Blind Melon assure les premières parties de Neil Young, Soundgarden, Ozzy Osbourne, Lenny Kravitz et Guns N’ Roses tout en assurant leur propre tournée des clubs de la fin 1992 au début 1994.
12. “No Rain” sort en single et tourne en boucle sur MTV pendant l'été 1993.
13. Le premier opus de Blind Melon est double platine le 17 décembre 1993.
14. Le groupe est l'invité du “Saturday Night Live” sur NBC le 8 janvier 1994 et y interprète “No Rain” et “Paper Scratcher”.
15. Blind Melon est nommé pour deux Grammy Awards le 1er mars 1994 – Best Rock Performance et Best New Artist.
16. Le groupe participe à l'émission “Late Show With David Letterman” sur CBS et y interprète “Change” qui est dédié à Kurt Cobain, dont le corps est retrouvé ce jour du 8 avril 1994.
17. Blind Melon joue à Woodstock ’94, entre Joe Cocker et le Rollins Band, le 13 août 1994.
18. Soup sort le 15 août 1995.
19. La tournée américaine débute le 19 septembre 1995.
20. Le groupe est à nouveau invité dans le “Late Show With David Letterman” le 21 septembre 1995 et y interprète “Galaxie”.
21. Shannon Hoon meurt d'une overdose le 21 octobre 1995 à La Nouvelle Orléans.
22. Le premier album est certifié quadruple disque de platine le 13 novembre 1995 [2].
23. Nico et Letters from a Porcupine sortent le 12 novembre 1996.
24. Letters from a Porcupine est nommé aux Grammy Awards pour la ‘Best Long Form Music Video’ le 25 février 1998.
25. Après avoir cherché en vain un nouveau chanteur, le groupe annonce sa séparation le 4 mars 1999.
26. La chaîne musicale VH1 consacre un épisode de ‘Behind The Music’ à Blind Melon le 9 septembre 2001.
27. Le 11 septembre 2001, sort la version DVD de ‘Letters from a Porcupine’
28. Le 27 septembre 2005, sortent simultanément 1 cd best of ('Tones Of Home: the best of Blind Melon') et un dvd live enregistré 10 ans plus tôt ('Live At The Metro')
29. Le 4 avril 2006, sort un cd live enregistré le 11 octobre 1995 au Palace à Hollywood ~ cet album resort à l'automne 2006 dans une version repackagée.
30. Le 15 septembre 2006, Blind Melon a annoncé sa reformation avec un nouveau chanteur (Travis Warren de Rain Fur Rent) sur son site myspace.
31. Le 17 octobre 2006, sort une nouvelle version du cd live sortit quelques mois plus tôt.
32. Le 15 décembre 2006 sort un album hommage à Blind Melon intitulé '20 Stories Below'.
33. Le 7 octobre 2007 : Blind Melon entame une nouvelle tournée à Providence, Rhode Island.
34. Le 22 avril 2008 : Sorti d'un nouvel album studio : 'For My Friends' est le résultat de la reformation de Blind Melon avec Travis Warren au chant.
35. Le 6 novembre 2008 : Blind Melon annonce qu'ils se séparent de Travis Warren : Travis semble être fatigué de tourner avec le groupe.
36. Le 31 décembre 2008 : Blind Melon donne son dernier concert avec Travis Warren à Dearborn dans le Michigan.
37. Mai 2009 : Christopher Thorn et Brad Smith participent aux enregistrements studio du groupe Codename Mike (avec Benny Marchant de The Kings Royal et Dave Krunsen de Pearl Jam).
38. Le 1er novembre 2009 : Glen Graham (batteur de Blind Melon) forme le groupe The Jakeleg avec le chanteur et guitariste Joe Tullos.
39. Le 4 août 2010 : Unified Theory se reforme pour un concert unique au king King Hollywood.
40. Le 2 novembre 2010 : Blind Melon annonce son retour sur scène avec Travis Warren au chant pour des dates ponctuelles.
41. Juillet 2011 : Blind Melon est en tournée en Amérique du Sud (Argentine et Chili)
42. 4 septembre 2011 : Blind Melon joue à nouveau au Metro à Chicago.
43. 14 février 2012 : Brad Smith sort son 2e album solo sous le nom de scène d'Abandon Jalopy. 'Death An Joy' rencontre une excellente critique.
44. Avril 2012 : Glen Graham annonce qu'il va participer au prochain album de Science!, un groupe de Seattle
45. Hiver 2014 : Blind Melon part en tournée en Amérique du Sud puis en Californie

## Membres du groupe
- Shannon Hoon - chant, guitare, harmonica, kazoo - (1967-1995)
- Christopher Thorn - guitares, banjo, harmonica
- Rogers Stevens - guitares, piano
- Brad Smith - basse, flûte
- Glen Graham - batterie, percussions
- Travis T Warren - chant, guitares, kazoo

## Discographie
| Year | Title                                  | Label      |
| 1992 | Blind Melon                            | Capitol    |
| 1995 | Soup                                   | Capitol    |
| 1996 | Nico                                   | Capitol    |
| 2002 | Classic Masters                        | Capitol    |
| 2005 | Tones Of Home: The Best of Blind Melon | Capitol    |
| 2006 | Live At The Palace                     | Capitol    |
| 2008 | For My Friends                         | Adrenaline |
| 2009 | Deep Cuts                              | Capitol    |

## Vidéographie
| Year | Title                        | Label   |
| 1996 | Letters From A Porcupine VHS | Capitol |
| 2001 | Letters From A Porcupine DVD | Capitol |
| 2005 | Live at the Metro DVD        | Capitol |